# Persone di nome August
| Questa pagina contiene informazioni ricavate automaticamente dalle voci biografiche con l'ausilio del template Bio e di un bot. L'aggiornamento è periodico e automatico e ricostruisce completamente la pagina. Se manca una persona in questa lista, sei pregato di non aggiungerla, ma accertati piuttosto che la sua voce biografica contenga il template Bio e che i dati anagrafici siano correttamente compilati. Se il template Bio manca, inseriscilo tu stesso o, in alternativa, metti l'avviso {{tmp\|Bio}} che ne segnala la mancanza. Se i dati riportati sono sbagliati, correggi direttamente la voce biografica; le modifiche saranno visibili in questa lista entro pochi giorni. Per chiarimenti vedi il progetto antroponimi. La lista contiene solo le 235 persone che sono citate nell'enciclopedia e per le quali è stato implementato correttamente il template Bio. Pagina aggiornata al 22 lug 2025. |

Questa è una lista di persone presenti nell'enciclopedia che hanno il nome August, suddivise per attività principale.

## Agronomi(1)
- August Franz von Haxthausen, agronomo tedesco (Brakel, n. 1792 - Hannover, † 1866)

## Allenatori di calcio(1)
- August Starek, allenatore di calcio e ex calciatore austriaco (Vienna, n. 1945)

## Ammiragli(1)
- August von Thomsen, ammiraglio tedesco (Oldenswort, n. 1846 - Kiel, † 1920)

## Anarchici(1)
- August Spies, anarchico statunitense (n. 1855 - Chicago, † 1887)

## Anatomisti(3)
- August von Froriep, anatomista tedesco (Weimar, n. 1849 - Tubinga, † 1917)
- August Förster, anatomista e patologo tedesco (Weimar, n. 1822 - Würzburg, † 1865)
- August Rauber, anatomista tedesco (Obermoschel, n. 1841 - Tartu, † 1917)

## Archeologi(2)
- August Emil Braun, archeologo tedesco (Gotha, n. 1809 - Roma, † 1856)
- August Mau, archeologo tedesco (Kiel, n. 1840 - Roma, † 1909)

## Architetti(2)
- August Endell, architetto tedesco (Berlino, n. 1871 - Berlino, † 1925)
- August Essenwein, architetto e storico dell'arte tedesco (Karlsruhe, n. 1831 - Norimberga, † 1892)

## Astronomi(1)
- August Kopff, astronomo tedesco (n. 1882 - † 1960)

## Attivisti(1)
- August Dickmann, attivista tedesco (Dinslaken, n. 1910 - Sachsenhausen, † 1939)

## Attori(3)
- August Diehl, attore tedesco (Berlino Ovest, n. 1976)
- August Lindberg, attore e regista teatrale svedese (Hedemora, n. 1846 - Stoccolma, † 1916)
- August Schellenberg, attore canadese (Montréal, n. 1936 - Dallas, † 2013)

## Aviatori(1)
- August Euler, aviatore tedesco (Oelde, n. 1868 - † 1957)

## Botanici(6)
- August Johann Georg Karl Batsch, botanico e medico tedesco (Jena, n. 1761 - † 1802)
- August Carl Joseph Corda, botanico ceco (Reichenberg, n. 1809 - Oceano Atlantico, † 1849)
- August Gremli, botanico svizzero (Kreuzlingen, n. 1833 - Kreuzlingen, † 1899)
- August Grisebach, botanico tedesco (Hannover, n. 1814 - Gottinga, † 1879)
- August Weberbauer, botanico e naturalista tedesco (Breslavia, n. 1871 - Lima, † 1948)
- August von Krempelhuber, botanico tedesco (Monaco di Baviera, n. 1813 - Monaco di Baviera, † 1882)

## Calciatori(16)
- Helge Ekroth, calciatore svedese (Stallarholmen, n. 1892 - Stoccolma, † 1950)
- August Geser, calciatore svizzero (n. 1902 - Ginevra, † 1981)
- August Ibach, calciatore svizzero (Basilea, n. 1918 - † 1988)
- August Klingler, calciatore tedesco (Bietigheim, n. 1918 - † 1944)
- August Lass, calciatore estone (Tallinn, n. 1903 - Tallinn, † 1962)
- August Lehmann, calciatore svizzero (Zurigo, n. 1909 - † 1973)
- August Lenz, calciatore tedesco (Dortmund, n. 1910 - Dortmund, † 1988)
- August Lešnik, calciatore croato (Zagabria, n. 1914 - Zagabria, † 1992)
- August Ljungberg, calciatore svedese (Uppsala, n. 2005)
- August Mikkelsen, calciatore norvegese (Tromsø, n. 2000)
- August Oberhauser, calciatore svizzero (n. 1895 - Merlischachen, † 1971)
- August Priske, calciatore danese (Genk, n. 2004)
- August Sackenheim, calciatore tedesco (Duisburg, n. 1905 - † 1979)
- August Syrjäläinen, calciatore finlandese (Vyborg, n. 1891 - Espoo, † 1960)
- August Wängberg, calciatore svedese (Vienna, n. 1993)
- August Werner, calciatore tedesco (Kiel, n. 1896 - † 1968)

## Canottieri(1)
- August Erker, canottiere statunitense (Pfaffenwiesbach, n. 1879 - St. Louis, † 1951)

## Cantautori(1)
- August Alsina, cantautore statunitense (New Orleans, n. 1992)

## Cardinali(1)
- August Hlond, cardinale e arcivescovo cattolico polacco (Mysłowice, n. 1881 - Varsavia, † 1948)

## Cartografi(1)
- August Petermann, cartografo tedesco (Bleicherode, n. 1822 - Gotha, † 1878)

## Cavalieri(1)
- August Lütke-Westhues, cavaliere tedesco (Telgte, n. 1926 - Münster, † 2000)

## Cestisti(3)
- August Haas, cestista danese (Copenaghen, n. 1997)
- August Pitzl, cestista e dirigente sportivo austriaco (Vienna, n. 1920 - Vienna, † 2000)
- Augie Vander Meulen, cestista statunitense (n. 1909 - Madison, † 1993)

## Chimici(4)
- August Becker, chimico e militare tedesco (Staufenberg, n. 1900 - † 1967)
- August Wilhelm von Hofmann, chimico tedesco (Gießen, n. 1818 - Berlino, † 1892)
- August Krönig, chimico e fisico tedesco (Schildesche, n. 1822 - Berlino, † 1879)
- August Michaelis, chimico tedesco (Bierbergen, n. 1847 - Rostock, † 1916)

## Chirurghi(2)
- August Borchard, chirurgo tedesco (Lemgo, n. 1864 - Berlino, † 1940)
- August Gottlieb Richter, chirurgo e medico tedesco (Zörbig, n. 1742 - Gottinga, † 1812)

## Ciclisti su strada(3)
- August Jensen, ex ciclista su strada norvegese (Bodø, n. 1991)
- August Nogara, ciclista su strada italiano (Sovizzo, n. 1896 - Broad Brook, † 1984)
- August von Gödrich, ciclista su strada tedesco (Gerlsdorf, n. 1859 - Fulnek, † 1942)

## Compositori(7)
- August Wilhelm Ambros, compositore e storiografo ceco (Rokycany, n. 1816 - Vienna, † 1876)
- August Gottfried Ritter, compositore e organista tedesco (n. 1811 - † 1885)
- Carl Ditters von Dittersdorf, compositore e violinista austriaco (Vienna, n. 1739 - Deštná, † 1799)
- August Enna, compositore danese (Nakskov, n. 1859 - Copenaghen, † 1939)
- August Horislav Krčméry, compositore, pubblicista e pastore protestante slovacco (Horná Mičiná, n. 1822 - Badín, † 1891)
- August Eberhard Müller, compositore e organista tedesco (Northeim, n. 1767 - Weimar, † 1817)
- Julius Rietz, compositore e direttore d'orchestra tedesco (Berlino, n. 1812 - Dresda, † 1877)

## Danzatori(1)
- August Bournonville, danzatore e coreografo danese (Copenaghen, n. 1805 - Copenaghen, † 1879)

## Diplomatici(2)
- August von Cetto, diplomatico e nobile tedesco (Monaco di Baviera, n. 1794 - Londra, † 1879)
- August Ernst von Steigentesch, diplomatico, militare e nobile austriaco (Hildesheim, n. 1774 - Vienna, † 1826)

## Direttori d'orchestra(1)
- August Kubizek, direttore d'orchestra e scrittore austriaco (Linz, n. 1888 - Eferding, † 1956)

## Drammaturghi(3)
- August Wilhelm Iffland, drammaturgo tedesco (Hannover, n. 1759 - Berlino, † 1814)
- August Gottlieb Meißner, commediografo e scrittore tedesco (Bautzen, n. 1753 - Fulda, † 1807)
- August Wilson, drammaturgo, scrittore e sceneggiatore statunitense (Pittsburgh, n. 1945 - Seattle, † 2005)

## Economisti(2)
- August Friedrich Wilhelm Crome, economista e statistico tedesco (Sengwarden, n. 1753 - Rödelheim, † 1833)
- August Lösch, economista tedesco (Öhringen, n. 1906 - Ratzeburg, † 1945)

## Editori(1)
- August Jaeger, editore inglese (Düsseldorf, n. 1860 - Muswell Hill, † 1909)

## Egittologi(1)
- August Eisenlohr, egittologo tedesco (Mannheim, n. 1832 - Heidelberg, † 1902)

## Enologi(1)
- August Wilhelm von Babo, enologo austriaco (Weinheim, n. 1827 - Weidling, † 1894)

## Entomologi(1)
- August Pollmann, entomologo tedesco (Alsdorf, n. 1813 - Bonn, † 1898)

## Esploratori(1)
- August Gissler, esploratore e avventuriero tedesco (Remscheid, n. 1857 - New York, † 1935)

## Farmacisti(1)
- August Oetker, farmacista e imprenditore tedesco (Obernkirchen, n. 1862 - Bielefeld, † 1918)

## Farmacologi(1)
- Julius Geppert, farmacologo tedesco (Berlino, n. 1856 - Gießen, † 1937)

## Filologi(5)
- August Immanuel Bekker, filologo classico e grecista tedesco (Berlino, n. 1785 - † 1871)
- August Heinrich Matthiae, filologo classico tedesco (n. 1769 - † 1835)
- August Friedrich Pauly, filologo classico tedesco (Benningen am Neckar, n. 1796 - Stoccarda, † 1845)
- August Wilmanns, filologo classico e bibliotecario tedesco (Vegesack, n. 1833 - Berlino, † 1917)
- August Wilhelm Zumpt, filologo classico e epigrafista tedesco (Königsberg, n. 1815 - Berlino, † 1877)

## Filosofi(1)
- Carl Vogt, filosofo e zoologo tedesco (Gießen, n. 1817 - Ginevra, † 1895)

## Fisici(4)
- August Beer, fisico, chimico e matematico tedesco (Treviri, n. 1825 - Bonn, † 1863)
- August Kundt, fisico tedesco (Schwerin, n. 1838 - Israelsdorf, † 1894)
- August Köhler, fisico tedesco (Darmstadt, n. 1866 - Jena, † 1948)
- August Herman Pfund, fisico, scienziato e inventore statunitense (Madison, n. 1879 - † 1949)

## Fondisti(2)
- August Eskelinen, fondista e sciatore di pattuglia militare finlandese (Iisalmi, n. 1898 - Iisalmi, † 1987)
- August Kiuru, fondista finlandese (Gromovo, n. 1922 - Hartola, † 2009)

## Fotografi(2)
- Alfred Noack, fotografo tedesco (Dresda, n. 1833 - Genova, † 1895)
- August Sander, fotografo tedesco (Herdorf, n. 1876 - Colonia, † 1965)

## Funzionari(2)
- August Frank, funzionario tedesco (n. 1898 - † 1984)
- August Miete, funzionario tedesco (Westerkappeln, n. 1908 - Osnabrück, † 1987)

## Generali(13)
- August Graf von Degenfeld-Schonburg, generale austriaco (Nagykanizsa, n. 1798 - Altmünster, † 1876)
- August Neidhardt von Gneisenau, generale prussiano (Schildau, n. 1760 - Posen, † 1831)
- August Heissmeyer, generale tedesco (Aerzen, n. 1897 - Schwäbisch Hall, † 1979)
- Wilhelm Heye, generale tedesco (Fulda, n. 1869 - Braunlage, † 1947)
- August Krakau, generale tedesco (Pirmasens, n. 1894 - Amberg, † 1975)
- August von Mackensen, generale tedesco (Haus Leipnitz, n. 1849 - Burghorn, † 1945)
- August Schmidhuber, generale tedesco (Augusta, n. 1901 - Belgrado, † 1947)
- Friedrich von Spörcken, generale tedesco (Harburg, n. 1698 - Hannover, † 1776)
- August von Stockhausen, generale e politico prussiano (Turingia, n. 1793 - Berlino, † 1861)
- August von Stwrtnik, generale austriaco (Praga, n. 1790 - Bad Radkersburg, † 1869)
- Wilhelm Trabandt, generale tedesco (Berlino, n. 1891 - Amburgo, † 1968)
- August Wittmann, generale tedesco (Monaco di Baviera, n. 1895 - Glonn, † 1977)
- August Zehender, generale tedesco (Ahlen, n. 1903 - Budapest, † 1945)

## Geologi(1)
- August Rosiwal, geologo e mineralogista austriaco (Vienna, n. 1860 - Vienna, † 1923)

## Germanisti(1)
- August Sauer, germanista e storico della letteratura austriaco (Wiener Neustadt, n. 1855 - Praga, † 1926)

## Ginecologi(2)
- August Breisky, ginecologo austriaco (Klatovy, n. 1832 - Vienna, † 1889)
- August Eduard Martin, ginecologo tedesco (Jena, n. 1847 - Berlino, † 1933)

## Ginnasti(2)
- August Güttinger, ginnasta svizzero (n. 1892 - Winterthur, † 1970)
- August Placke, ginnasta e multiplista statunitense

## Giocatori di football americano(1)
- Mike Michalske, giocatore di football americano statunitense (Cleveland, n. 1903 - † 1983)

## Giuristi(2)
- August Anschütz, giurista tedesco (Suhl, n. 1826 - Bad Soden, † 1874)
- August Thon, giurista tedesco (Weimar, n. 1839 - Jena, † 1912)

## Grecisti(1)
- August Boeckh, grecista e filologo classico tedesco (Karlsruhe, n. 1785 - Berlino, † 1867)

## Hockeisti su ghiaccio(1)
- Fred Kammer, hockeista su ghiaccio statunitense (Brooklyn, n. 1912 - Hobe Sound, † 1996)

## Imprenditori(5)
- August Borsig, imprenditore tedesco (Breslavia, n. 1804 - Berlino, † 1854)
- August Claas, imprenditore tedesco (Herzebrock-Clarholz, n. 1887 - Harsewinkel, † 1982)
- August Horch, imprenditore e ingegnere tedesco (Winningen, n. 1868 - Münchberg, † 1951)
- August Thyssen, imprenditore tedesco (Eschweiler, n. 1842 - Castello di Landsberg, † 1926)
- August Zang, imprenditore, editore e banchiere austriaco (Vienna, n. 1807 - Vienna, † 1888)

## Ingegneri(5)
- August Leopold Crelle, ingegnere e matematico tedesco (Eichwerder, n. 1780 - Berlino, † 1855)
- August Howaldt, ingegnere tedesco (Braunschweig, n. 1809 - Kiel, † 1883)
- August Häfeli, ingegnere aeronautico svizzero (Leuzigen, n. 1887 - Thun, † 1960)
- Wilhelm Maybach, ingegnere e imprenditore tedesco (Heilbronn, n. 1846 - Stoccarda-Cannstatt, † 1929)
- August Wöhler, ingegnere tedesco (Soltau, n. 1819 - Hannover, † 1914)

## Letterati(1)
- August Cesarec, letterato e pubblicista croato (Zagabria, n. 1893 - Zagabria, † 1941)

## Linguisti(4)
- August Wilhelm Hupel, linguista tedesco (Buttelstedt, n. 1737 - Paide, † 1819)
- August Treboniu Laurian, linguista rumeno (Fofeldea, n. 1810 - Bucarest, † 1881)
- August Pott, linguista tedesco (Bad Münder am Deister, n. 1802 - Halle, † 1887)
- August Schleicher, linguista tedesco (Meiningen, n. 1821 - Jena, † 1868)

## Logici(1)
- August Friedrich Müller, logico e filosofo tedesco (Penig, n. 1684 - Lipsia, † 1761)

## Lottatori(2)
- August Neo, lottatore estone (Vihterpalu, n. 1908 - Aarhus, † 1982)
- Gus Wester, lottatore statunitense (Newark, n. 1882 - Irvington, † 1960)

## Matematici(2)
- August Adler, matematico tedesco (Troppau, n. 1863 - Vienna, † 1923)
- August Ferdinand Möbius, matematico e astronomo tedesco (Bad Kösen, n. 1790 - Lipsia, † 1868)

## Medici(5)
- August Wilhelm Henschel, medico, botanico e storico della scienza tedesco (Breslavia, n. 1790 - Breslavia, † 1856)
- August Hirsch, medico tedesco (Danzica, n. 1817 - Berlino, † 1894)
- August Hirt, medico tedesco (Mannheim, n. 1898 - Schluchsee, † 1945)
- August Friedrich Schweigger, medico e naturalista tedesco (Erlangen, n. 1783 - Agrigento, † 1821)
- August von Wassermann, medico tedesco (Bamberga, n. 1866 - Berlino, † 1925)

## Mezzofondisti(1)
- August Fager, mezzofondista statunitense (Perniö, n. 1891 - Lake Worth, † 1967)

## Militari(6)
- August von Vécsey, militare austriaco (Leshniv, n. 1775 - Vienna, † 1857)
- August Bogusch, militare tedesco (Lubliniec, n. 1890 - Cracovia, † 1948)
- August Eigruber, militare austriaco (Steyr, n. 1907 - Landsberg am Lech, † 1947)
- August Franz Heinrich Naumann, militare e pittore tedesco (Merseburg, n. 1749 - Salisburgo, † 1795)
- August Stange, militare tedesco († 1918)
- August Christoph von Wackerbarth, militare e politico tedesco (Gut Kogel, n. 1662 - Dresda, † 1734)

## Musicisti(1)
- Norbert Burgmüller, musicista tedesco (Düsseldorf, n. 1810 - Aquisgrana, † 1836)

## Neurologi(1)
- August Knoblauch, neurologo tedesco (Francoforte sul Meno, n. 1863 - Francoforte sul Meno, † 1919)

## Nuotatori(1)
- August Heitmann, nuotatore tedesco (Calimno, n. 1907 - Santiago del Cile, † 1971)

## Oculisti(1)
- August von Rothmund, oculista tedesco (Volkach, n. 1830 - Monaco di Baviera, † 1906)

## Operai(1)
- August Landmesser, operaio, antifascista e militare tedesco (Moorrege, n. 1910 - Stagno, † 1944)

## Orafi(1)
- August Holmström, orafo finlandese (Helsinki, n. 1829 - † 1903)

## Organisti(1)
- August Wilhelm Bach, organista e compositore tedesco (Berlino, n. 1796 - Berlino, † 1869)

## Orientalisti(1)
- August Müller, orientalista tedesco (Stettino, n. 1848 - Königsberg, † 1892)

## Ornitologi(2)
- Wilhelm Blasius, ornitologo tedesco (n. 1845 - † 1912)
- August von Pelzeln, ornitologo austriaco (n. 1825 - † 1891)

## Ostacolisti(1)
- August Desch, ostacolista statunitense (Newark, n. 1898 - Evanston, † 1964)

## Pallavoliste(1)
- August Raskie, pallavolista statunitense (Colorado Springs, n. 1996)

## Pedagogisti(1)
- August Hermann Niemeyer, pedagogista tedesco (Halle, n. 1754 - Halle, † 1828)

## Pesisti(1)
- Augie Wolf, ex pesista statunitense (n. 1961)

## Piloti motociclistici(1)
- August Auinger, pilota motociclistico austriaco (n. 1955)

## Pittori(12)
- August Achtenhagen, pittore tedesco (Berlino, n. 1865 - Potsdam, † 1938)
- August Allebé, pittore olandese (Amsterdam, n. 1838 - Amsterdam, † 1927)
- August Deusser, pittore tedesco (Colonia, n. 1870 - Costanza, † 1942)
- August Grahl, pittore tedesco (Göhren-Lebbin, n. 1791 - Dresda, † 1868)
- August Kopisch, pittore e poeta tedesco (Breslavia, n. 1799 - Berlino, † 1853)
- August Lemmer, pittore tedesco (Deutz, n. 1862 - Karlsruhe, † 1933)
- August Macke, pittore tedesco (Meschede, n. 1887 - Perthes-lès-Hurlus, † 1914)
- August Natterer, pittore tedesco (Schornreute, n. 1868 - Rottenmünster, † 1933)
- August Eduard Schliecker, pittore tedesco (Amburgo, n. 1833 - Lauenburg, † 1911)
- Max Zimmermann, pittore e litografo tedesco (Zittau, n. 1811 - Monaco di Baviera, † 1878)
- August von Brandis, pittore tedesco (Berlin-Haselhorst, n. 1859 - Aquisgrana, † 1947)
- August von Pettenkofen, pittore austriaco (n. 1822 - † 1889)

## Poeti(5)
- August Ahlqvist, poeta e filologo finlandese (Kuopio, n. 1826 - Helsinki, † 1889)
- August Daniel von Binzer, poeta e giornalista tedesco (Kiel, n. 1793 - Neisse, † 1868)
- August Harambašić, poeta, scrittore e politico croato (Donji Miholjac, n. 1861 - Zagabria, † 1911)
- August von Platen-Hallermünde, poeta e drammaturgo tedesco (Ansbach, n. 1796 - Siracusa, † 1835)
- August Stramm, poeta e drammaturgo tedesco (Münster, n. 1874 - Grodec, † 1915)

## Politici(11)
- August H. Andresen, politico statunitense (Newark, n. 1890 - Bethesda, † 1958)
- August Bebel, politico e scrittore tedesco (Colonia, n. 1840 - Churwalden, † 1913)
- August Borms, politico belga (Sint-Niklaas, n. 1878 - Etterbeek, † 1946)
- August Chełkowski, politico e fisico polacco (Telkwice, n. 1927 - Varsavia, † 1999)
- August De Boodt, politico belga (Zuienkerke, n. 1895 - Turnhout, † 1986)
- Friedrich Kellner, politico tedesco (Vaihingen an der Enz, n. 1885 - Lich, † 1970)
- Angus Lewis Macdonald, politico e giurista canadese (Dunvegan, n. 1890 - Halifax, † 1954)
- August Pfluger, politico statunitense (San Angelo, n. 1978)
- August Rei, politico, giornalista e diplomatico estone (Kõo, n. 1886 - Stoccolma, † 1963)
- Bill Ritter, politico e avvocato statunitense (Denver, n. 1956)
- August Zaleski, politico e diplomatico polacco (Varsavia, n. 1883 - Londra, † 1972)

## Presbiteri(3)
- August Czartoryski, presbitero polacco (Parigi, n. 1858 - Alassio, † 1893)
- August Franzen, presbitero tedesco (Barmen, n. 1912 - Friburgo in Brisgovia, † 1972)
- August Musger, prete e fisico austriaco (Eisenerz, n. 1868 - Graz, † 1929)

## Principi(1)
- August Aleksander Czartoryski, principe polacco (Varsavia, n. 1697 - Varsavia, † 1782)

## Progettisti(1)
- August Nagel, progettista e imprenditore tedesco (Pfrondorf, n. 1882 - Stoccarda, † 1943)

## Psichiatri(1)
- August Cramer, psichiatra tedesco (Pfäfers, n. 1860 - Gottinga, † 1912)

## Psicoanalisti(1)
- August Aichhorn, psicoanalista austriaco (Vienna, n. 1878 - † 1949)

## Psicologi(1)
- August Dvorak, psicologo e insegnante statunitense (Glencoe, n. 1894 - † 1975)

## Rapper(1)
- Ski Aggu, rapper tedesco (Wilmersdorf, n. 1997)

## Registi(1)
- August Blom, regista e attore danese (Copenaghen, n. 1869 - Copenaghen, † 1947)

## Rugbisti a 15(1)
- August Schmierer, rugbista a 15 tedesco (Stoccarda, n. 1870)

## Schermidori(1)
- August Heim, schermidore tedesco (Offenbach am Main, n. 1904 - Offenbach am Main, † 1976)

## Scrittori(9)
- August Derleth, scrittore statunitense (Sauk City, n. 1909 - Sauk City, † 1971)
- August Heinrich Hoffmann von Fallersleben, scrittore tedesco (Fallersleben, n. 1798 - Corvey, † 1874)
- August von Kotzebue, scrittore e drammaturgo tedesco (Weimar, n. 1761 - Mannheim, † 1819)
- August Wilhelm von Schlegel, scrittore, traduttore e critico letterario tedesco (Hannover, n. 1767 - Bonn, † 1845)
- August Šenoa, scrittore croato (Zagabria, n. 1838 - Zagabria, † 1881)
- August Horislav Škultéty, scrittore, insegnante e pastore protestante slovacco (Veľký Krtíš, n. 1819 - Kraskovo, † 1892)
- August Vermeylen, scrittore belga (Bruxelles, n. 1872 - Uccle, † 1945)
- August Wolfstieg, scrittore tedesco (Wolfenbüttel, n. 1859 - Wolfenbüttel, † 1922)
- August von Goethe, scrittore tedesco (Weimar, n. 1789 - Roma, † 1830)

## Scultori(2)
- August Gaul, scultore tedesco (Großauheim, n. 1869 - Berlino, † 1921)
- August Zamoyski, scultore polacco (Jabloń, n. 1893 - Saint-Clar-de-Rivière, † 1970)

## Sollevatori(1)
- Guus Scheffer, sollevatore olandese (Haarlem, n. 1898 - Haarlem, † 1952)

## Storici(4)
- August Friedrich Gfrörer, storico tedesco (Calw, n. 1803 - Karlovy Vary, † 1861)
- August Kluckhohn, storico tedesco (Kalletal, n. 1832 - Monaco di Baviera, † 1893)
- August Potthast, storico, bibliotecario e medievista tedesco (Höxter, n. 1824 - Leobschütz, † 1898)
- August Ludwig von Schlözer, storico tedesco (Gaggstatt, n. 1735 - Gottinga, † 1809)

## Storici dell'arte(3)
- Julius Langbehn, storico dell'arte e filosofo tedesco (Haderslev, n. 1851 - Rosenheim, † 1907)
- August Liebmann Mayer, storico dell'arte tedesco (Griesheim, n. 1885 - Auschwitz, † 1944)
- August Schmarsow, storico dell'arte e docente tedesco (Schildfeld, n. 1853 - Baden-Baden, † 1936)

## Teologi(2)
- August Hermann Francke, teologo e pedagogo tedesco (Lubecca, n. 1663 - Halle an der Saale, † 1727)
- August Twesten, teologo tedesco (Glückstadt, n. 1789 - Berlino, † 1876)

## Tipografi(1)
- Hermann Berthold, tipografo e imprenditore tedesco (Berlino, n. 1831 - Berlino, † 1904)

## Tiratori di fune(2)
- August Nilsson, tiratore di fune e astista svedese (Enköping, n. 1872 - Stoccolma, † 1921)
- Gus Rodenberg, tiratore di fune statunitense (Stolzenau, n. 1873 - St. Louis, † 1933)

## Tuffatori(1)
- August Lindgren, tuffatore e calciatore danese (Copenaghen, n. 1883 - Copenaghen, † 1946)

## Violinisti(3)
- August Christian Andreas Abel, violinista tedesco (Braunschweig, n. 1751 - Ludwigslust, † 1834)
- August Wilhelmj, violinista tedesco (Usingen, n. 1845 - Londra, † 1908)
- August von Adelburg, violinista austriaco (Costantinopoli, n. 1830 - Vienna, † 1873)

## Senza attività specificata(1)
- August Thienemann, limnologo tedesco (Gotha, n. 1882 - Plön, † 1960)